# Девић
Девић је уобичајено босанско, хрватско и српско презиме. Познате особе са овим презименом су:
- Борислав Девић (р. 1963), српски спортиста
- Марко Девић (р. 1983), српско-украјински фудбалер